# Gierałtowice (województwo małopolskie)
Gierałtowice – wieś w Polsce położona w województwie małopolskim, w powiecie wadowickim, w gminie Wieprz.
Położona jest na wysokości 265 m n.p.m., nad rzeką Wieprzówką, na Pogórzu Śląskim, u podnóża Zbójeckiej Góry (304 m n.p.m.), przy drodze wojewódzkiej nr 781 na odcinku Andrychów – Zator (11 km od Andrychowa, a 10 km od Zatora).

## Części wsi
| SIMC    | Nazwa      | Rodzaj     |
| ------- | ---------- | ---------- |
| 0075541 | Brzosy     | przysiółek |
| 0075558 | Kresy      | przysiółek |
| 0075570 | Łęg        | przysiółek |
| 0075498 | Nowy Świat | część wsi  |
| 0075506 | Resztówka  | część wsi  |
| 0075512 | Sikora     | część wsi  |
| 0075529 | Szpitalna  | część wsi  |
| 0075535 | Zbójecka   | część wsi  |

## Nazwa
Miejscowość ma metrykę średniowieczną i istnieje co najmniej od XIV wieku. Wymieniona po raz pierwszy w 1325 w dokumencie zapisanym w języku łacińskim jako Villa Gerardi, 1336 Villa Gerhardi, 1378 Gieraltowice, 1396 Goralthouicze, Gerdalbowicze, 1400 Geraltsdorf, 1441 Geraltowicze, 1445 Gyeralthow, 1499 Kyeraltovice, 1529 Gyerharthowicze, Gyertholthowicze, Gierathowicze, Gierhalthowicze .
Nazwę miejscowości w zlatynizowanej staropolskiej formie Geralthowycze villa wymienia w latach 1470–1480 Jan Długosz w księdze Liber beneficiorum dioecesis Cracoviensis.

## Historia
Pierwsze udokumentowane wzmianki pochodzą z 1325 r. W latach 1470–1480 Jan Długosz w księdze Liber beneficiorum dioecesis Cracoviensis jako właściciela Gierałtowic podaje Mikołaja Saszowskiego herbu Saszor (błędnie cytowany przez Długosza jako herbu Topacz) we fragmencie „Geralthowycze, villa, ubi ecclessia parochialis, cuius haeres Nicolaus Schaschowsky de domo Fossorum, quae in polonico Copaczowye appellantur”.
Od 1526 r. należała do Jana Saszowskiego, który od miejscowości przyjął nazwisko Gierałtowski herbu Saszor, następnie do sędziego oświęcimskiego, zmarłego w 1546 r. Jakuba Gierałtowskiego i jego potomków.
W 1588 wieś kupił Joachim Bielski sekretarz Zygmunta III, kronikarz, poeta i pisarz.
W XVII w. jako właściciel Gierałtowic występuje Łukasz Starowieyski, od którego nabywa je Andrzej Żydowski h.Doliwa. Po śmierci Antoniego Żydowskiego syna Andrzeja Żydowskiego w 1728 r. (patrz Wielka Genealogia Minakowskiego), Gierałtowice były w posiadaniu Lubomirskich, a pod koniec XVIII w. W. Golaskiej, od której w pocz. XIX w. nabywa je właściciel Zatora gen. Stanisław Wąsowicz h. Gozdawa. Po Wąsowiczach wieś od 1817 r. dziedziczą Potoccy, którzy utrzymują się przy niej do 1925 r.
W latach 1954–1961 wieś należała i była siedzibą władz gromady Gierałtowice, po jej zniesieniu w gromadzie Wieprz. W latach 1975–1998 miejscowość administracyjnie należała do województwa bielskiego.

## Zabytki
- Dwór z XVIII w. zbudowany na owalnej platformie otoczonej fosą, dawniej napełnioną wodą, przez którą prowadziły dwa zwodzone mosty. Obronność dworu zwiększało kolano Wieprzówki, oblewające dwór od północnego wschodu i północnego zachodu.
- Kościół wzmiankowany w 1325 r., obecny murowany z 1888 r. z późnobarokowym ołtarzem.
- Obraz „Ukrzyżowanie” malowany na desce z 1595 r. i kamienna chrzcielnica barokowa.

## Religia
Na terenie wsi działalność duszpasterską prowadzi Kościół Rzymskokatolicki (parafia św. Marcina).